# Warren Siegel
Warren Siegel (Flint, 16 novembre 1952) è un fisico statunitense.
Nato nel 1952 nel Michigan da genitori emigrati dalla lontana Ucraina, da piccolo sviluppa interesse per la matematica e la chimica, per poi passare in futuro allo studio approfondito della fisica.
Siegel insegna presso l'Istituto di Fisica Teorica dell'Università statale di New York, dove lavora sulla fisica delle alte energie, la teoria delle stringhe e la supersimmetria, applicando metodi noti ad aree in corso di sviluppo. 
Le sue attuali ricerche tentano di sviluppare in maniera esplicita la relazione tra la cromodinamica quantistica e le stringhe. È autore di numerosi manuali sulla teoria dei campi, sia classica e che quantistica.